# Марфо-Мариинская обитель
Ма́рфо-Марии́нская оби́тель милосе́рдия — ставропигиальный женский монастырь Русской православной церкви в районе Якиманка города Москвы. Отличается особым укладом жизни. Обитель основана в 1909 году великой княгиней Елизаветой Фёдоровной. Была закрыта в 1928-м, в 1992 году возвращена Московской патриархии.

## История

### Строительство

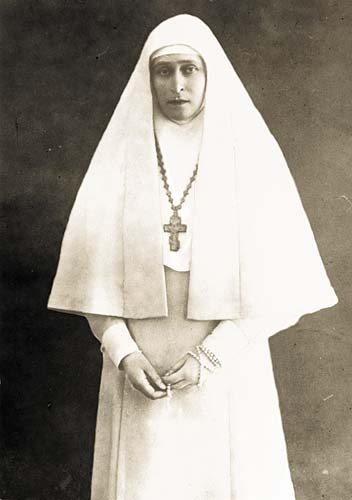
Великая княгиня Елизавета Фёдоровна, 1918 год

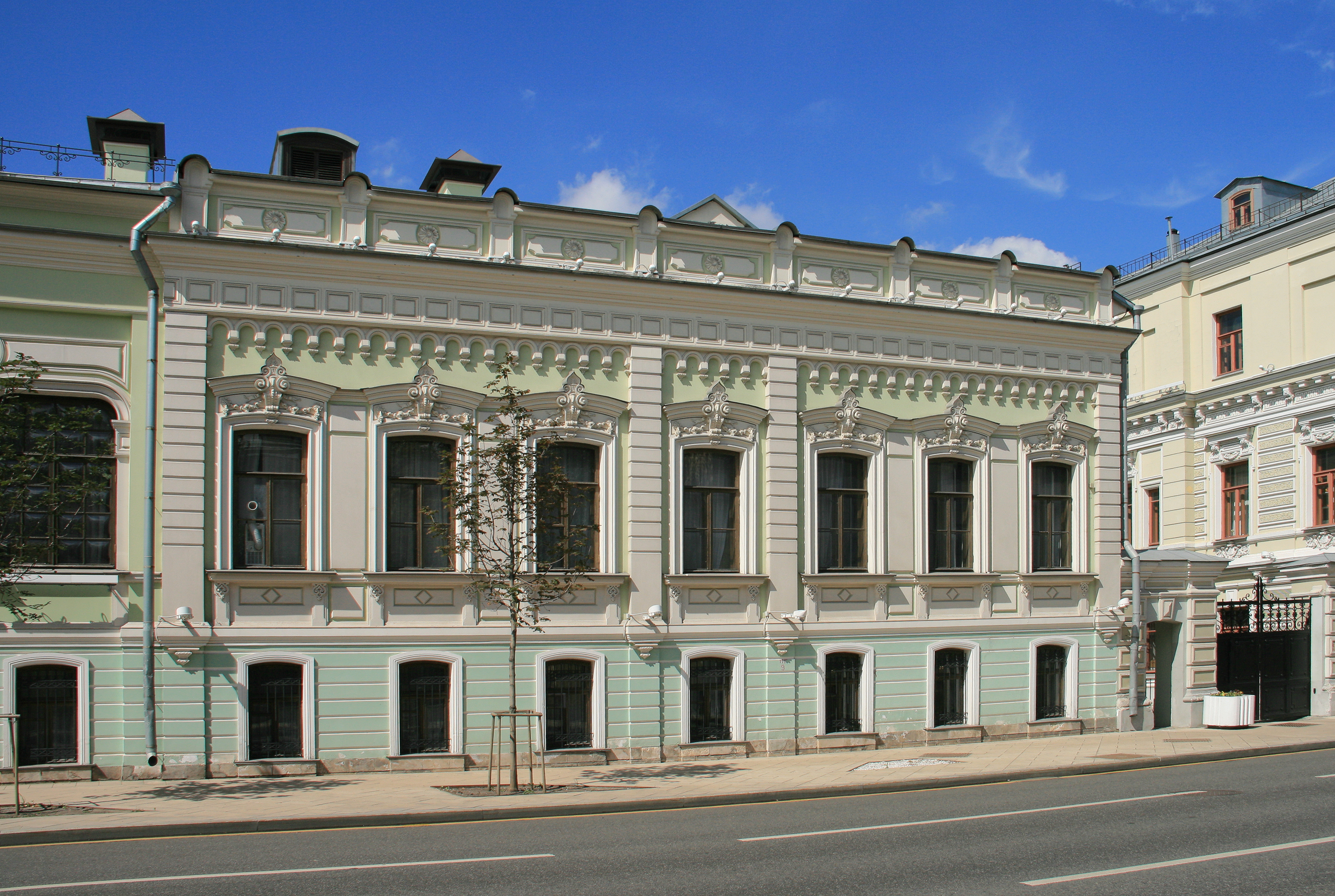
Храм Марфы и Марии, 2016 год

Обитель была основана великой княгиней Елизаветой Фёдоровной. После смерти мужа, московского генерал-губернатора великого князя Сергея Александровича, она отреклась от светской жизни и продала свои драгоценности, продав часть из них в казну и родственникам. Вырученные средства пошли на создание Марфо-Мариинской обители.
По замыслу Елизаветы жившие в обители сёстры приносили обеты целомудрия, нестяжания и послушания, однако, в отличие от монахинь, по истечении времени могли создать семью и быть свободными от прежних обязательств. Подобно евангельской Марии, они обращались к духовной жизни, а по примеру Марфы оказывали деятельную благотворительную и медицинскую помощь всем нуждавшимся и обездоленным. Перед созданием данного устава обители княгиня ездила в монастыри, общалась со старцами и изучала древние писания. Некоторые члены Святейшего синода были настроены скептически, заподозрив в её действиях возрождение института диаконисс, обвинив в протестантизме и распространении западных ценностей. Николай II помог ускорить утверждение устава, однако Елизавете несколько раз пришлось его переделывать, чтобы удовлетворить всем требованиям синода.
Для обустройства обители в 1909 году княгиня купила усадьбу с четырьмя домами и садом на улице Большой Ордынке. В двухэтажном здании разместили столовую, кухню, кладовую, больницу. Рядом находился дом настоятельницы, а также амбулаторный корпус с аптекой. В четвёртом сооружении, к которому была пристроена просфорня, располагались квартира для священника и классы для обучения. На территории обители действовала гостиница для паломниц. По проекту архитектора Леонида Стеженского помещение, служившее ранее зимним садом, преобразовали в больничный храм, который был освящён во имя Марфы и Марии. Его устроили так, чтобы пациенты сквозь открытые двери больницы могли видеть богослужение, не вставая с кровати.
Обитель начала работать с февраля 1909 года, на тот момент в ней значилось шесть сестёр. Через год епископ Трифон (Туркестанов) посвятил ещё 16 девушек и великую княгиню. В насельницы принимали физически здоровых православных женщин от 21 до 40 лет. В 1911-м на пожертвования купчихи Марии Морозовой и её наследников построили трёхэтажный дом в стиле неоклассицизм, в котором жили сёстры и была устроена рукодельня. Переходом он соединялся с амбулаторией и аптекой.
Строительство соборного храма во имя Покрова Пресвятой Богородицы было поручено архитектору Алексею Щусеву и художникам Михаилу Нестерову, Никифору Тамонькину и Павлу Корину. Активное участие в строительстве принимал Владимир Фон Мекк, руководивший благотворительными учреждениями Елизаветы Фёдоровны.
После завершения возведения в 1910 году художник Нестеров приступил к росписи помещений. В алтарной апсиде храма он изобразил «Покров Богородицы» и «Литургию Ангелов». В храме была устроена также подземная усыпальница, расписанная Кориным сюжетом «Путь праведников ко Господу». В ней настоятельница завещала себя похоронить. Освящение собора состоялось 8 апреля 1912 года.

### Деятельность

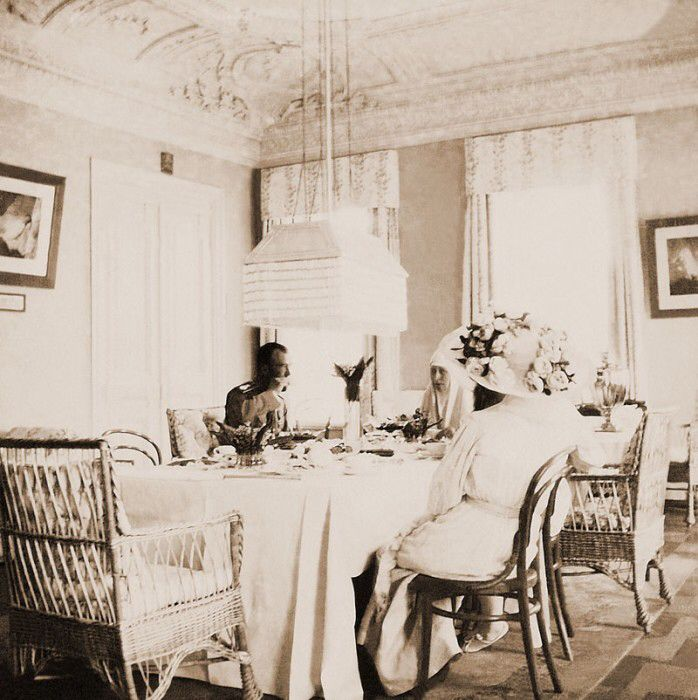
Николай II в покоях Елизаветы Фёдоровны

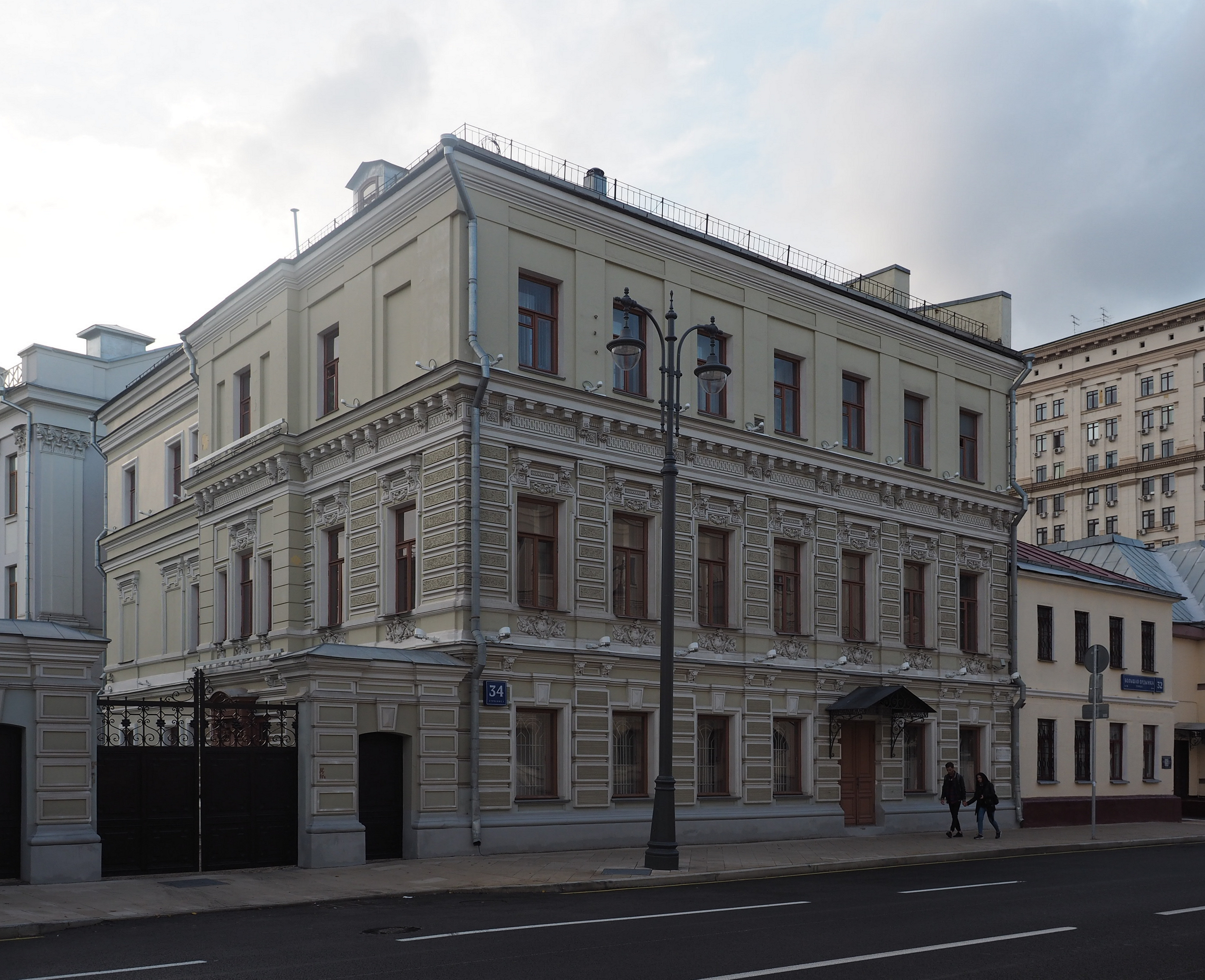
Здание аптеки и амбулатории, 2015 год

В обители осуществлялось три служения: попечительное, просветительное и деятельное. К первому относилось посещение сёстрами нуждающихся и забота о них вне обители, ко второму — воспитание девочек в приюте, работа в воскресной школе, к третьему — служение в больнице, аптеке, амбулатории. Все сёстры обучались духовному окормлению и основам медицины.
В бесплатной больнице на 22 кровати и операционной работали доктор медицины А. И. Никитин, хирурги Ф. И. Березкин и А. Ф. Иванов. Рядом, на Донской улице, до 1913 года находилось убежище для болеющих чахоткой. Затем корпус переделали в дешёвые квартиры для бедных девушек, работающих на фабриках. Их еженедельно посещал духовник обители для служения молебнов.
Сёстрам и больным была доступна библиотека, насчитывавшая до двух тысяч томов по четырём отделам: религиозно-нравственная литература, беллетристика и история, журналы, детская литература. Обитель выпускала брошюры и листовки, которые распространялись среди пациентов. Заботясь о повышении грамотности среди женщин, Елизавета Фёдоровна открыла воскресную школу, где проходили уроки под руководством священника Евгения Синадского. В обители также работала столовая для бедных, ежедневно готовившая от 100 до 300 обедов. Еду отпускали преимущественно многодетным женщинам и трудящимся на подённой работе.
По состоянию на 1913 год приют для девочек-сирот содержал 18 человек от 12 до 17 лет. Они проходили профессиональную подготовку по двум направлениям: прислуга и горничная или няня с навыками шитья. Для воспитания в людях чувства сострадания к обездоленным Елизавета Фёдоровна организовала программу «Детская лепта», действующую осенью и зимой. Желающие взрослые и дети собирались в Николаевском дворце и после молитвы шили одежду.
Особое внимание сёстры обители уделяли жителям Хитрова рынка — самого неблагополучного в то время района Москвы. Несмотря на предупреждения полицейского управления, Елизавета Фёдоровна с другими сёстрами посещали живших там нуждающихся. Княгиня уговаривала малоимущих родителей отдать детей ей на воспитание: мальчиков устраивали в общежития, а девочек определяли в закрытые учебные заведения или приюты.
Во время Первой мировой войны Елизавета Фёдоровна учредила боевой Всероссийский штаб милосердия. Она устроила склады пожертвований и отправляла собранные вещи на фронт, а также открыла двухмесячные курсы подготовки сестёр милосердия. Для сбора денег княгиня организовала несколько художественных выставок, концертов и спектаклей. В 1914 году была напечатана её книга «Под благодатным небом», средства от продаж которой пошли на нужды детей фронтовиков. В то же время в обители размещался госпиталь для тяжелораненых на 50 мест. В 1916—1917 годах по проекту архитектора Алексея Щусева рядом с общежитием была построена часовня.

### Закрытие

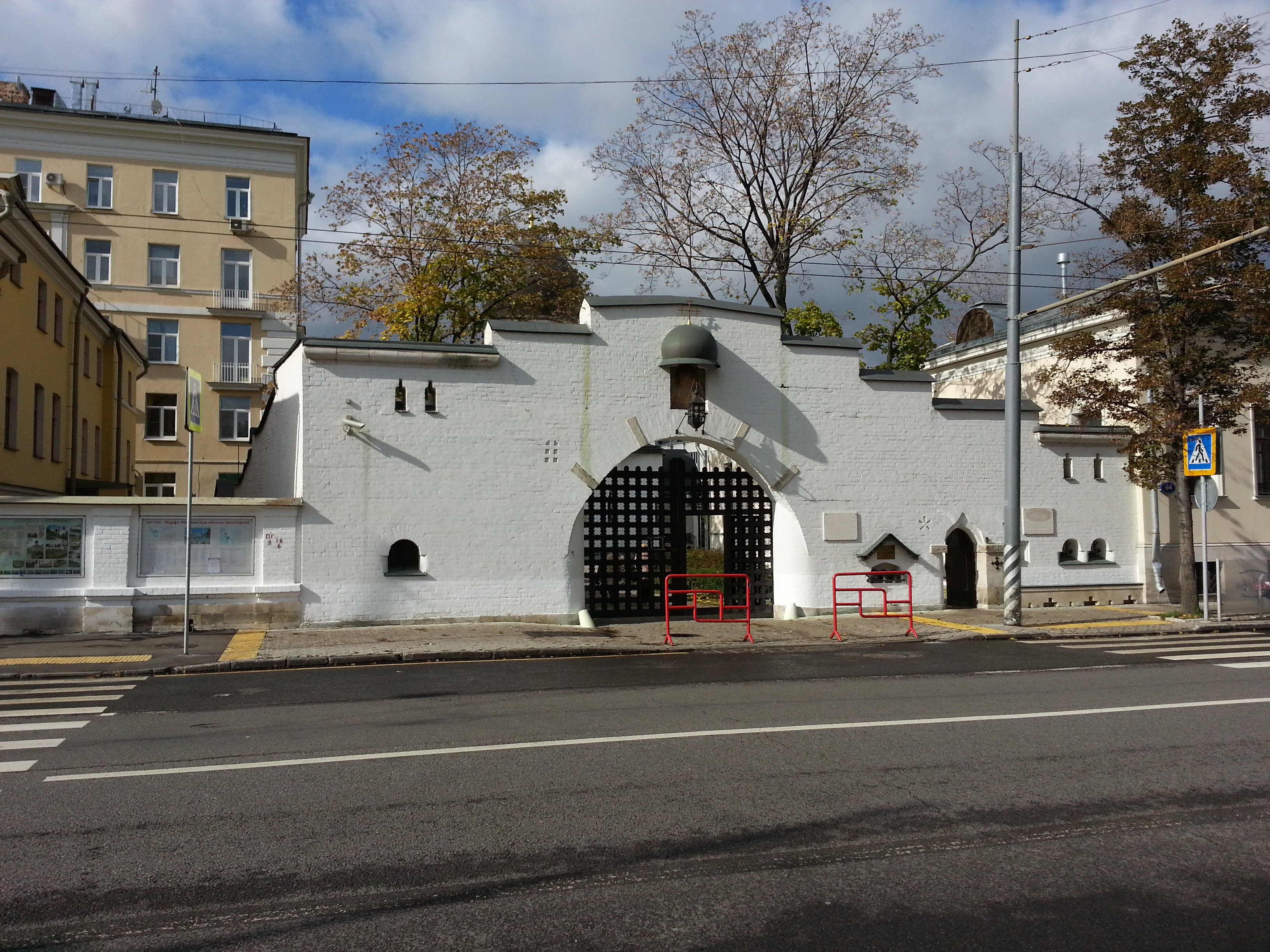
Вход в Марфо-Мариинскую обитель, 2013 год

После революции 1917 года была учреждена Комиссия Моссовета по защите памятников искусства и старины. В Марфо-Мариинской обители охране подлежали внутреннее убранство Покровского храма, мозаики, иконы и росписи Нестерова. Однако в 1920-х годах их исключили из списка охраняемых объектов.
Елизавета Фёдоровна, связанная с родом Романовых, была арестована 7 мая 1918 года. Вместе с сёстрами обители Варварой Яковлевой и Екатериной Янышевой её выслали в Пермь, затем направили в Екатеринбург. Через два месяца их привезли в Алапаевск, где Екатерину отпустили на свободу, а княгиню с Варварой, пожелавшей разделить судьбу настоятельницы, в ночь на 18 июля 1918 года сбросили в шахту Новая Селимская в 18 километрах от города. В октябре того же года белогвардейцы забрали останки умерших и перевезли в Шанхай, откуда паромом их доставили в Иерусалим.
В феврале 1919 года церковное имущество было передано Марфо-Мариинской трудовой общине, в которую входили Валентина Сергеевна Гордеева, К. П. Гумилевская, Е. Н. Журило, М. А. Хаджи и другие. Через год приходской совет Покровского собора получил предписание церковного отдела Моссовета о закрытии храма святых Марфы и Марии. Его члены отправили письмо с просьбой оставить церковь открытой, так как в ней проходили службы зимой: 

Покровский храм на Б. Ордынке является значительным памятником современного церковного искусства. Архитектура его принадлежит авторству известного архитектора академика Щусева. Стены храма расписаны художником Нестеровым, вся утварь также стильной художественной работы. Поэтому Главмузей просит подойти к ликвидации домовой церкви более осторожно, так как за её ликвидацией холодная Покровская церковь неминуемо будет приспособлена для богослужения и вопрос о фактической ликвидации будет решён за счёт холодного храма, причём сохранность его художественных ценностей подвергнется большому риску.
 Храм не закрыли, но в 1922 году была конфискована значительная часть церковных ценностей. В августе 1923-го Гордееву обвинили в распространении слухов о скором падении советской власти и восстановлении монархии. Её заключили под стражу в Бутырскую тюрьму, однако в декабре того же года освободили за неимением доказательств.
В 1924 году Московская рабоче-крестьянская инспекция устроила проверку Марфо-Мариинской общины и подготовила указ о передаче больницы со всем имуществом в распоряжение Мосздравотдела. Однако на льготных условиях оно было выкуплено общиной, а аптеку передали Московскому государственному университету. Через год устав общины аннулировали и перерегистрировали её в «Марфо-Мариинскую артель сестёр милосердия» .
В октябре 1925 года в газете «Правда» опубликовали статью «Святые Марфа и Мария советские», в которой обитель обвиняли в хищении имущества и антисоветской деятельности. Несмотря на опровержение, написанное общиной, ревизующие органы предложили немедленно её распустить, привлечь к ответственности и взыскать 5258 руб. 92 коп. невыплаченной квартплаты. Было также предложено передать помещения комитету по созданию Института минерального сырья. По указу начальника 6-го отделения Секретно-оперативного управления Евгения Тучкова обитель решили ликвидировать и всех её членов выслать из Москвы. 12 января 1926 года после допроса сестёр было выдано постановление об обвинении по статье 68 Уголовного кодекса РСФСР (укрывательство и пособничество контрреволюционным преступлениям). Все помещения обители передали Замоскворецкому райсовету, некоторых сестёр выслали в Тверскую область, большинство — в Казахстан и Среднюю Азию.
В 1928 году в Покровском храме разместился клуб «Санпросвет», в котором посреди солеи установили статую Иосифа Сталина. Затем помещение занимали городской кинотеатр и клуб Вагонно-авторемонтного завода. В 1940-х Покровский собор находился под угрозой сноса, но на его защиту встала Академия архитектуры СССР в союзе с Евгением Лансере, Виктором Весниным, Игорем Грабарем, Михаилом Нестеровым, Верой Мухиной, Алексеем Щусевым, Александром Герасимовым. В годы Великой Отечественной войны храм использовался штабом Местной противовоздушной обороны. В 1945 году здание перешло в ведение Государственной центральной художественно-реставрационной мастерской, а часовня была перестроена под проходную. В том же году начался капитальный ремонт: восстановили крышу, трубы, отопительную систему, укрепили росписи храма.
Марфо-Мариинская церковь была отдана амбулатории имени профессора Фёдора Рейна, её храмовую икону с изображением святых Жён-мироносиц передали в храм Святителя Николая в Кузнецах. Затем в ней находились лаборатория Всесоюзного института минерального сырья имени Федоро́вского и кабинет лечебной физкультуры.

## Настоятели
- с 2014 года — игуменья Елисавета (Позднякова Елена Владимировна)

## Современность

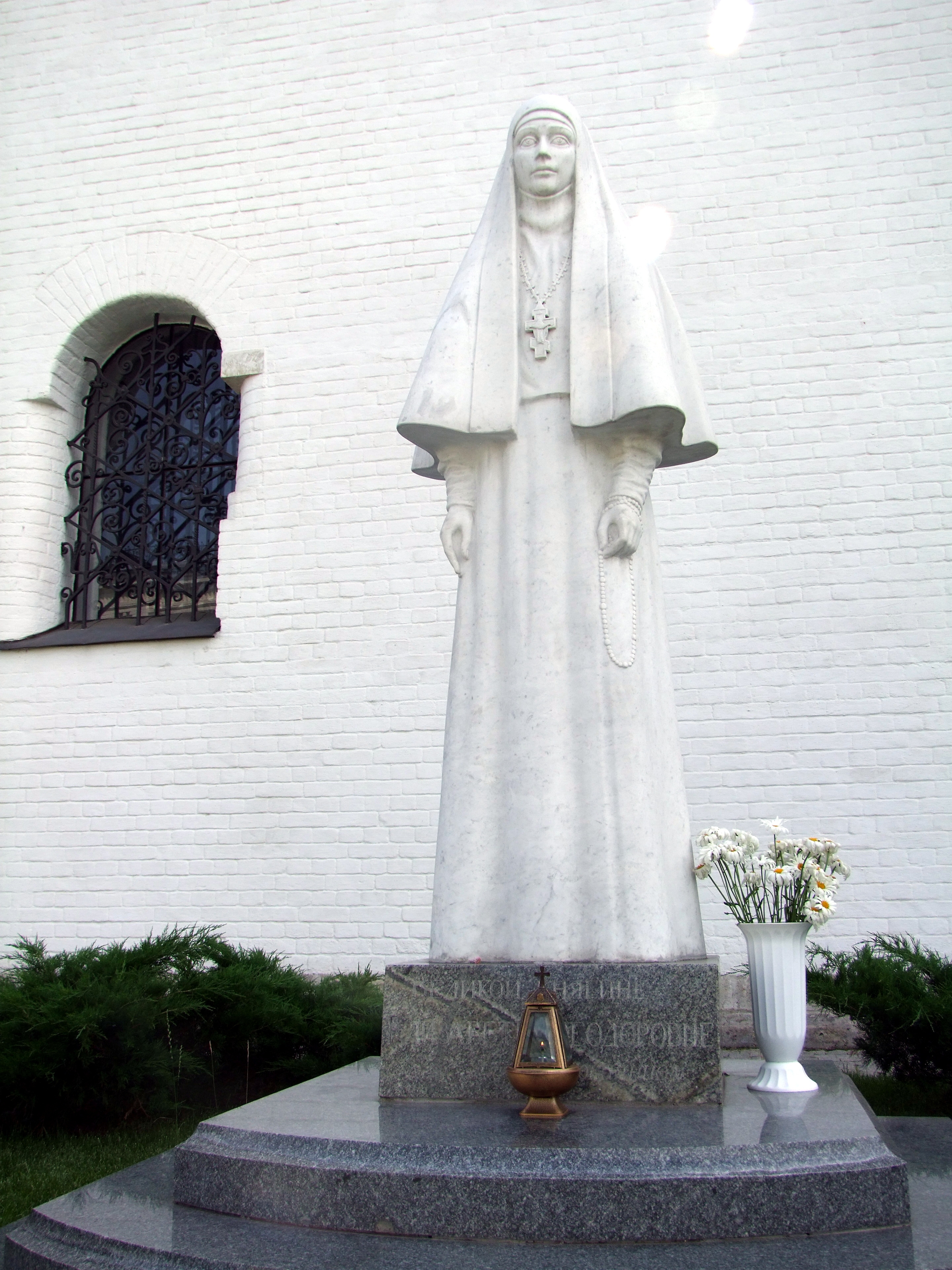
Памятник Елизавете Фёдоровне скульптора Вячеслава Клыкова, 2010 год

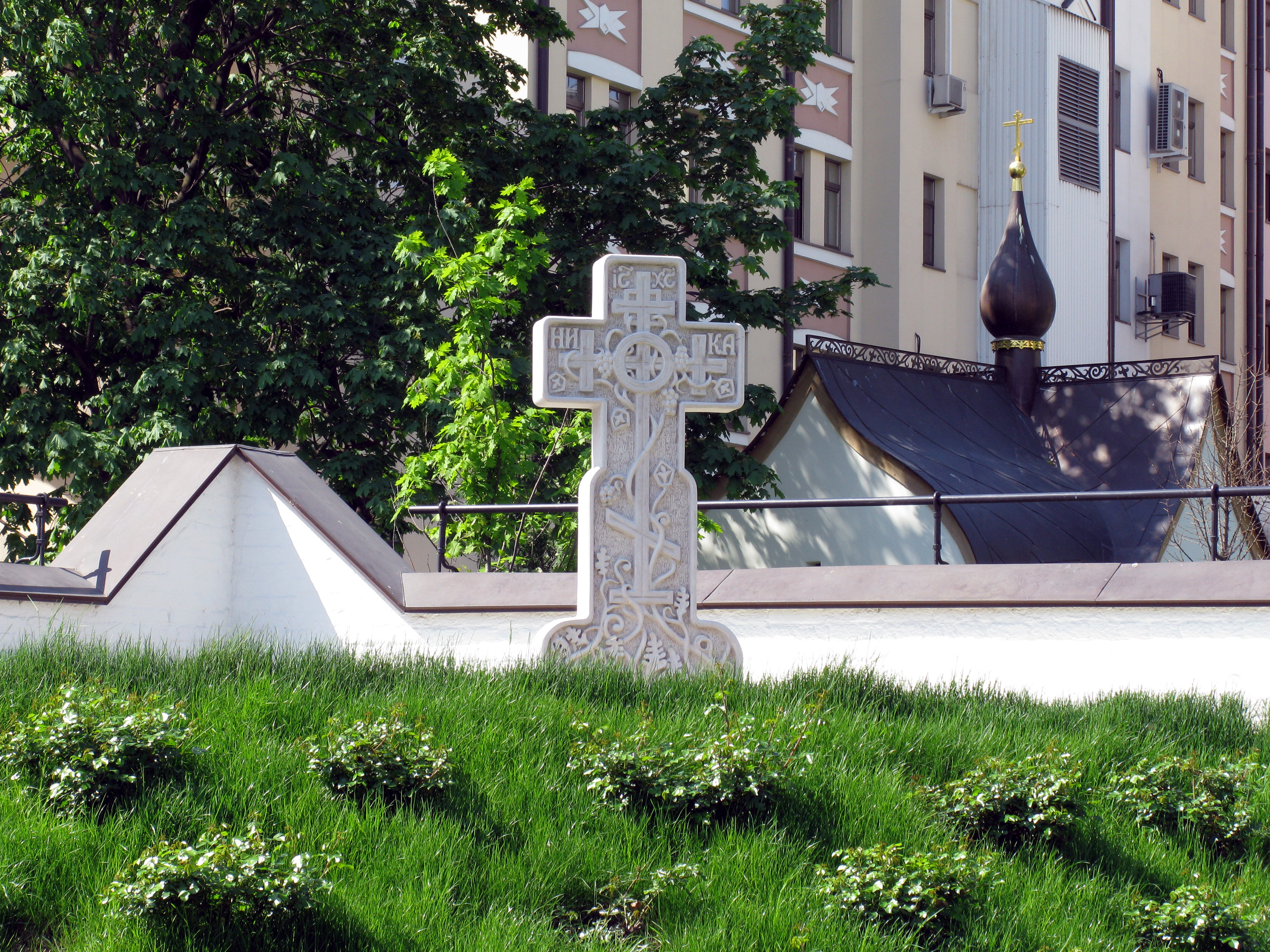
Памятный крест алапаевским мученикам, 2010 год

В 1990 году во дворе обители был установлен памятник Елизавете Фёдоровне работы скульптора Вячеслава Клыкова. Через два года постановлением городского правительства Марфо-Мариинскую обитель передали Московской патриархии. В храме святых Марии и Марфы богослужения начались в 1992-м, Покровский собор перешёл монастырю в 2006 году.

К 2008 году в Покровском храме отремонтировали стены, полы, купол и лепнины, восстановили иконостас. Проект реставрации лазарета с церковью Марфы и Марии осуществляла мастерская архитектора Александра Рыжова. В помещениях были воссоздано убранство. В покоях Елизаветы Фёдоровны открыли дом-музей, знакомящий с жизнью основательницы и историей обители. Были отреставрированы остальные постройки, благоустроена и озеленена территория, установлен крест в память об алапаевских мучениках. Реставратор Кирилл Кутырин описывал проделанную работу: 
Здесь полностью сохранено все. Во многих деревянных конструкциях мы делали даже протезирование, как в стоматологии: ветхие, поражённые грибком балки заменялись на такие же, из тех же пород дерева (лиственница — на лиственницу, сосна — на сосну). Мы максимально пытались сохранить всё, как было. В покоях, где долгое время протекала крыша, пришлось угол здания перебрать заново, поскольку там даже протезирования не могло быть, все сгнило до основания. При этом замена делалась не из какого-то инородного материала: если весь сруб из деревянного бруса, то и здесь мы использовали деревянный брус.
После столетнего перерыва в 2011 году в обители возобновилась традиция празднования Дня белой ромашки, посвящённого борьбе с туберкулёзом. Собранные на празднике средства направляются на помощь нуждающимся: в богадельни, приюты, больницы. Через три года обитель преобразовали в ставропигиальный женский монастырь с сохранением особого уклада жизни, игуменьей назначили Елисавету (Позднякову).
По состоянию на 2018 год в обители работают приют для девочек-сирот, благотворительная столовая, патронажная служба, Марфо-Мариинский медицинский центр «Милосердие», при котором действуют респис для тяжелобольных детей, развивающий центр для детей с детским церебральным параличом (ДЦП) «Елизаветинский сад», детская паллиативная выездная служба и другие социальные проекты. В 2018 году центр «Милосердие» открыл курсы бесплатной дошкольной подготовки для детей со средними и тяжёлыми формами ДЦП.

## Архитектурный ансамбль
Домовая церковь святых Марфы и Марии, впервые освящённая в 1909 году, устроена в бывшей усадьбе постройки середины XIX века. В 1912-м в центре комплекса был возведён двухстолпный Покровский собор в неорусском стиле с двумя звонницами, каждая из которых увенчана вытянутой главой. Проект строительства разработал Алексей Щусев, скульптуры сделаны Никифором Тамонькиным, мозаика и роспись — Михаилом Нестеровым и Павлом Кориным. Пилоны по сторонам иконостаса были украшены сюжетом «Благовещение», северная сторона — фреской «Христос с Марфой и Марией», южная — изображением «Воскресение Христово». На главах церкви установлены четыре позолоченных креста. Звонница, устроенная Николаем Померанцевым, имеет двенадцать колоколов. Стены храма украшены рельефными клеймами, сделанными по проекту Сергея Конёнкова, и узкими окнами, закрытыми решётками с растительными мотивами. Под храмом находится церковь-усыпальница во имя Сил Небесных и всех Святых, расписанная Павлом Кориным. С южной стороны к собору примыкает ризница, с северной — притвор.
Вдоль северной границы обители стоит трёхэтажное здание общежития сестёр, соединённое с аптекой и амбулаторной. Ворота комплекса с резной деревянной решёткой, стилизованные под средневековые, были созданы Щусевым. На территории монастыря также разбит сад с двумя фонтанами и домом садовника, реконструированным в 2007—2008 годах.

Храм Покрова Богородицы
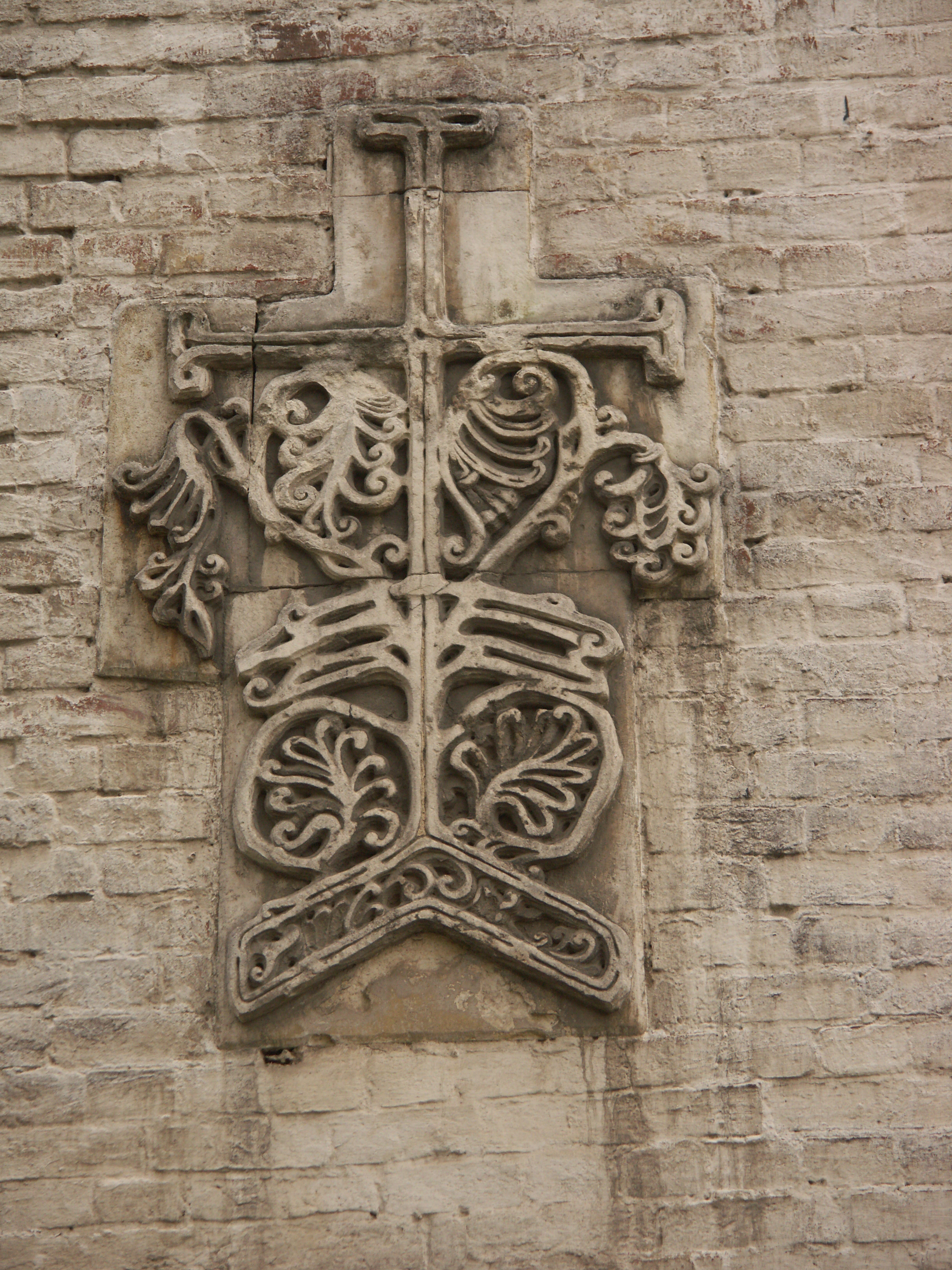
Украшение северного фасада, 2004 год
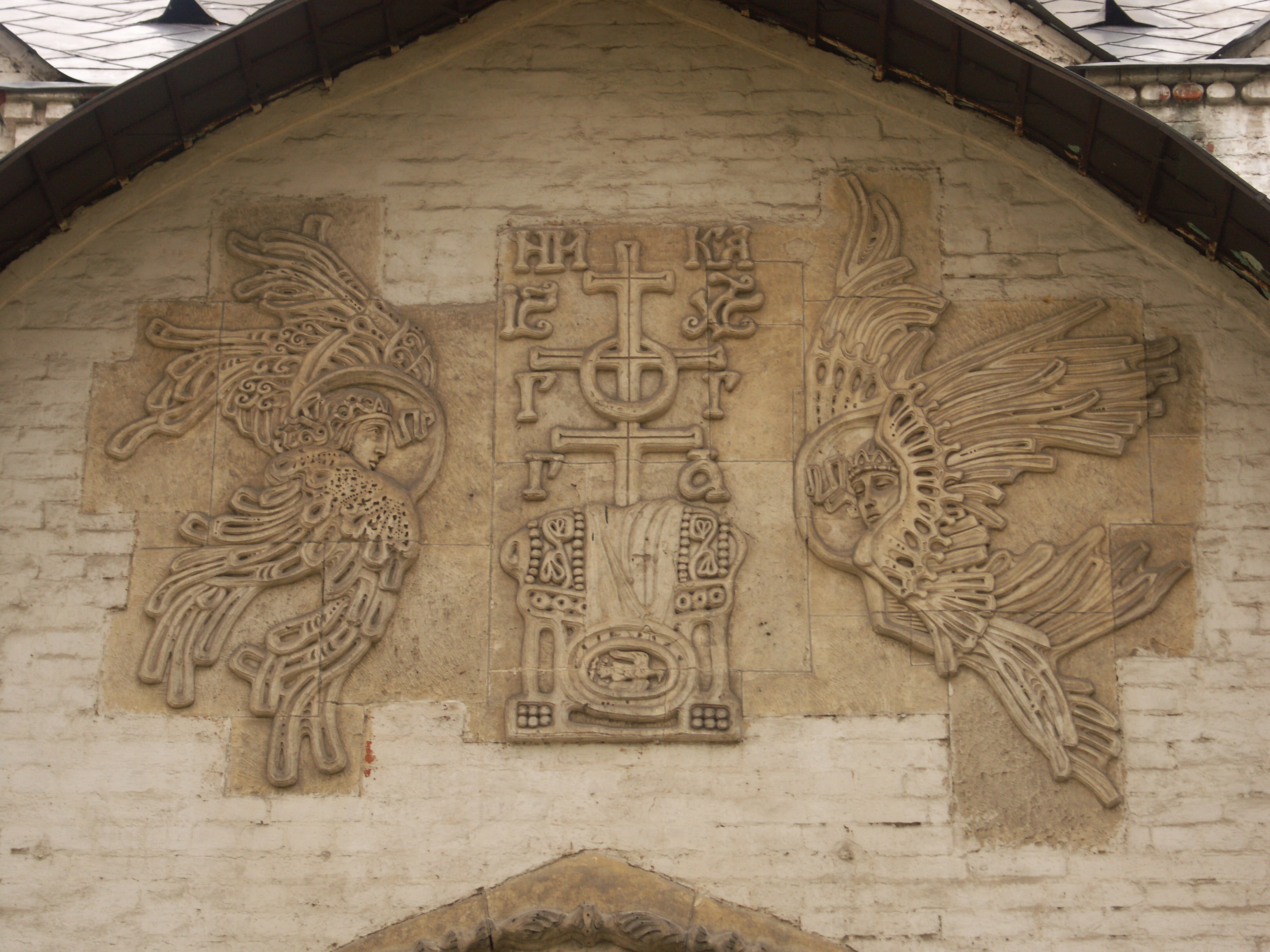
Украшение северного фасада, 2004 год
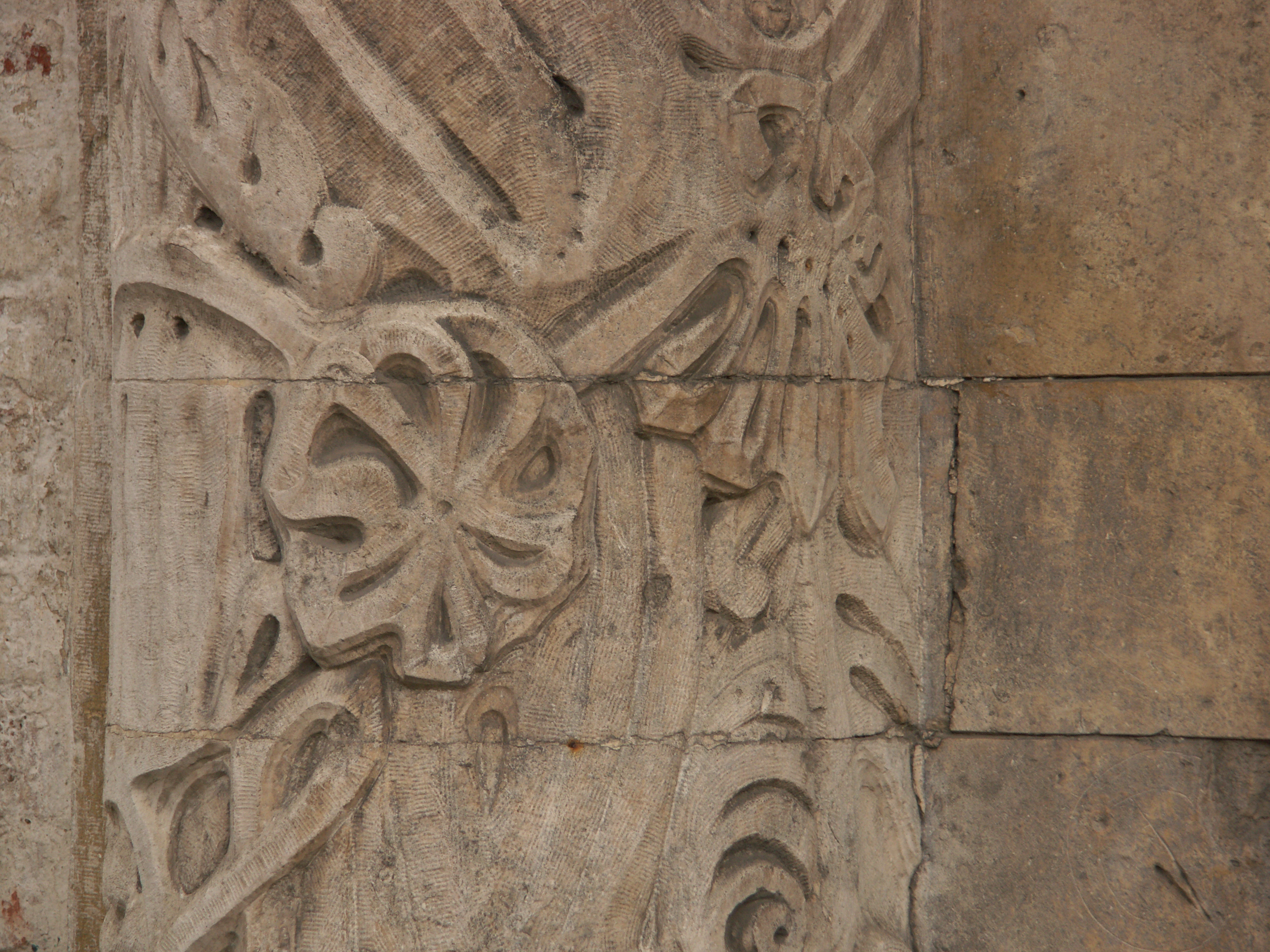
Резная деталь западного фасада, 2015 год
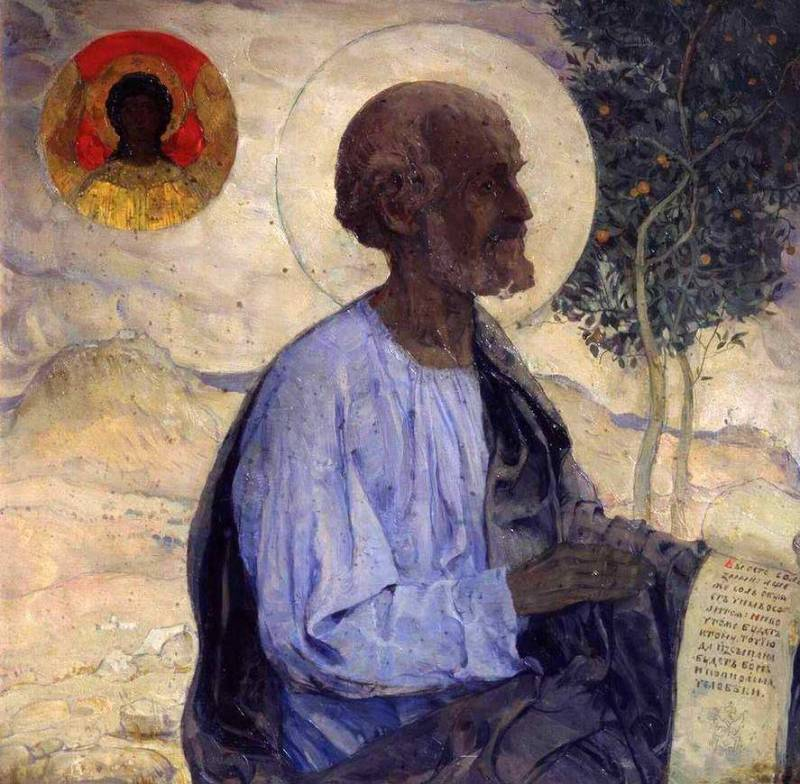
Апостол Матфей, фрагмент Образа Царских врат, 2013 год